# Nils Rosén den yngre
Nils Ture Ivar Rosén, född 11 mars 1921 i Eskilstuna, död 14 maj 2009, var en svensk civilingenjör som deltog på tysk sida i andra världskriget. Han var son till överstelöjtnant Nils Rosén.
Nils Rosén tog studentexamen i Stockholm 1939, avlade officersexamen 1942 samt civilingenjörsexamen vid Kungliga Tekniska högskolan 1949. Han var kapten i Väg- och vattenbyggnadskåren. Han blev byråingenjör vid Byggnadsstyrelsen 1949, trafikingenjör vid AB Stockholms Spårvägar 1952, Stockholms stadsbyggnadskontor 1954, sekreterare för parkeringsutredningen 1956, chef för trafikavdelningen vid ingenjörsfirman Orrje & Co 1958. Han ledde utarbetandet av en samordnad trafikplan för bland annat Västerås 1958–1961. 
Rosén var aktiv officer åren 1942–1945. Han var fänrik vid Svea artilleriregemente och lämnade 1943 Sverige och anmälde sig som  frivillig till Wehrmacht. Han placerades i 3. Panzerdivision och tjänstgjorde på östfronten under tjugo månader och är därmed den mest krigserfarne svenske pansarofficeren någonsin. När han efter kriget fick höra om Förintelsen så sade han att han aldrig skulle ha anslutit sig till Wehrmacht om han vetat om den.
Efter utbildning i Neurupin utanför Berlin tjänstgjorde han först som vagnschef och sedan som plutonchef. Vid slutet av 1944 blev Rosén utnämnd till kompanichef. Hans förband kapitulerade för amerikanska trupper utanför Salzburg 9 maj 1945, men Rosén lyckades rymma under transport till krigsfångenskap och tog sig tillbaka till Sverige.
Nils Rosén den yngre är gravsatt i familjegraven på Danderyds kyrkogård.